# Anfizione
Anfizione (in greco antico: Ἀμφικτυών?, Amphiktyṑn) è un personaggio della mitologia greca, successe a Cranao divenendo il terzo mitologico re di Atene.

## Genealogia
Secondo figlio di Deucalione e Pirra, nonostante ci sia anche una tradizione che lo indica come autoctono (nato dalla terra) ed è anche descritto come figlio di Elleno, figlio di Deucalione e Pirra.
Pausania sostiene che sposò la figlia di Cranao, e che ebbe un figlio di nome Itono e taluni aggiungono che Anfizione ebbe un altro figlio, Fisco, da Ctonopatra, la figlia di suo fratello Elleno ma altri, al contrario, sostengono che Fisco fu nipote di Anfizione e figlio di Etolo.
Sempre Pausania scrive che ebbe anche una figlia, che divenne madre di Cercione e Trittolemo, anche se a entrambi sono assegnate anche diverse ascendenze. Robert Graves cita infine Metanira come figlia di Anfizione.

## Mitologia
Anfizione era re delle Termopili e sposò una figlia di Cranao di Atene. Secondo alcuni resoconti questa figlia si chiamava Attide, nonostante ciò entri in conflitto con altre fonti che quest'ultima morì giovane e vergine non sposata.
Anfizione si proclamò re di Atene nell'epoca conosciuta come Cecropia, (dopo il semiumano Cecrope e Cranao, quest'ultimo suo suocero e da lui deposto) e città su cui avrebbe regnato tra il 1497 a.C. e il 1487 a.C.. 

Anfizione è ricordato anche come il capostipite delle genti greche assieme ad Elleno e per aver cambiato il nome della città (in Atene, in onore della dea Atena), una volta salito al trono.
Anfizione regnò su Atene per dieci o dodici anni e fondò la Lega anfizionica, che nell'antichità si riuniva per tradizione alle Termopili. Si pensava che, durante il suo regno, Dioniso avesse visitato Anfizione ad Atene e gli avesse insegnato come diluire il vino con l'acqua nelle giuste proporzioni. Anfizione fu deposto da Erittonio, un altro re autoctono di Atene.